# آدم‌ربایی ترکی
آدم‌ربایی ترکی (ایسلندی: Tyrkjaránið) مجموعه‌ای از شبیخون دزدان دریایی شمال غرب آفریقا به قصد برده‌گیری بود که در تابستان ۱۶۲۷ در ایسلند رخ داد. دزدان دریایی از شهرهای الجزیره و سلا به گرینداویک، آستورلاند و جزایر وستمن حمله کردند. حدود ۵۰ نفر کشته و نزدیک به ۴۰۰ نفر اسیر و به بردگی فروخته شدند. بین ۹ تا ۱۸ سال بعد، برای بازگرداندن ۵۰ نفر باج پرداخت شد. فرمانده گروهی که از سلا شبیخون زدند، شخصی هلندی معروف به مراد رئیس بود که پس از اسارت خود به دزدی دریایی روی آورده بود.

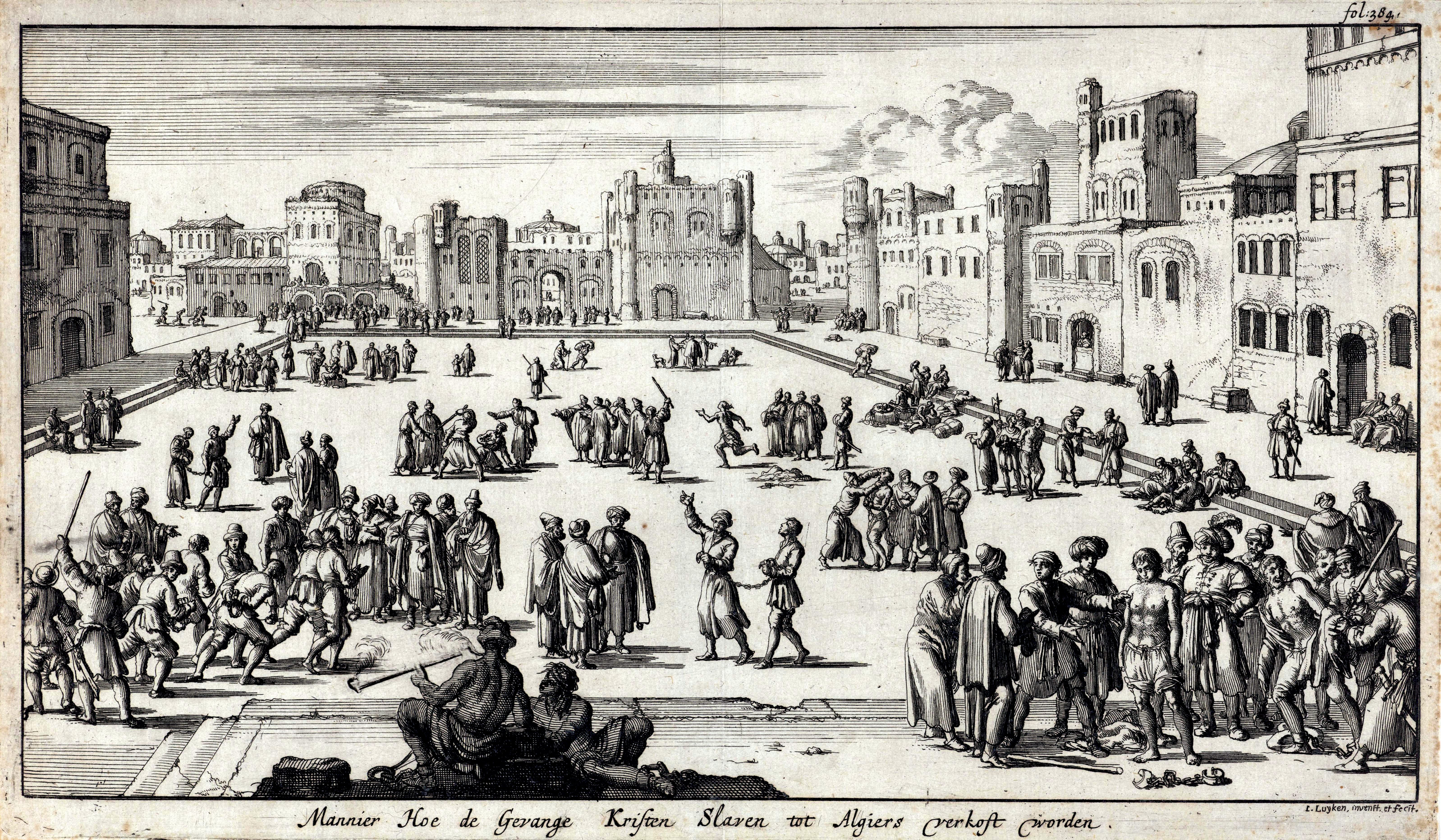
فروش اروپائیان در بازار برده در الجزیره، الجزایر عثمانی ۱۶۸۴

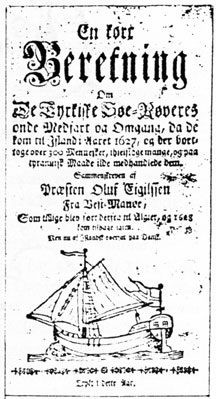
سفرنامه اولافور اِییلسون

برچسب «ترکی» ارتباطی با ترک‌ها ندارد بلکه به اصطلاحی عمومی برای همه مسلمانان منطقه مدیترانه اشاره داشت که اکثراً بخشی از امپراتوری عثمانی بودند. در طول قرن هفدهم، حتی مسیحیان اروپایی که به اسلام گرویده بودند «ترک» نامیده می‌شدند.

## زندگی در بردگی
پس از رسیدن به الجزیره برده‌ها به زندان فرستاده شدند؛ که به نقل از بازگشته‌ها «انبوهی از مردم برای دیدن آن آدم‌های متفاوت آمده بودند. بسیاری از زنان آنجا، چه سیاه و چه سفید، ترحم کرده و با تکان سر اشک می‌ریختند و به بچه‌ها نان و سکه می‌انداختند». بسیاری پس از رسیدن به آفریقا بر اثر بیماری مردند، نزدیک به ۱۰۰ نفر به اسلام گرویدند که اکثراً جوان بودند. هشت سال بعد، ۷۰ ایسلندی هنوز مسیحی بودند. چند نامه به ایسلند رسید. از آن جمله گوتورمور هالسون، برده‌ای از منطقه شرقی، نامه‌ای در سال ۱۶۳۱ در ساحل بربر نوشته‌است: «بین اربابان تفاوت زیادی وجود دارد. برخی از برده‌ها اسیر صاحبان خوب یا بینابینی هستند، اما برخی از نگون‌بختان ارباب‌های وحشیِ ظالم و سنگدل دارند که صبح تا شب آنها را با لباس کم و غذای اندک و در بند آهنی به کار و زحمت می‌کشند.»

## بازگشت
کشیشی از جزایر وستمن، به نام اولافور اِییلسون در الجزیره آزاد شد تا بتواند برای پرداخت باج پول جمع کند. او سرانجام به کپنهاگ رسید ولی جمع‌آوری پول بسیار کند پیش رفت. در دو نوبت، کسانی که باج را به الجزیره می‌بردند، خیانت کرده و پول را در تجارت به کار گرفتند. نامه‌ای پر درد از شرح ماجرا موجود است. اولین باج بزرگ ۹ سال پس از ربوده شدن برای ۳۴ ایسلندی از الجزایر پرداخت شد که شش نفر در راه بازگشت جان باختند. در سال ۱۶۴۵، برای هشت نفر دیگر باج پرداخت شد که به کپنهاگ بازگشتند. در مجموع، ۵۰ نفر آزادی خود را به دست آوردند، اما همه به ایسلند بازنگشتند.
قابل توجه‌ترین برده، کودریدور سیموناردوتیر توانست به ایسلند بازگردد و بعداً با هاتلکریمور پتورشون، یکی از مشهورترین شاعران ایسلند ازدواج کند.

## میراث
آدم‌ربایی ترکی در ایسلند سوژه بحث و رویدادی مهم تلقی می‌شود ولی در خارج کمتر شناخته‌شده‌است. آثار مفصل متعددی در مورد این رویداد در آن زمان نوشته شده که یکی از مهم‌ترین آنها روایت سفرنامه اولافور اِییلسون بود. این آدم‌ربایی‌ها در آن زمان به عنوان مجازاتی از جانب خداوند برای سبک زندگی گناهکارانه ایسلند تلقی می‌شد.